# Free Alongside Ship
FAS или Франко вдоль борта судна (англ. Free Alongside Ship, свободно вдоль борта судна) — международный торговый термин (Инкотермс-2000). Означает, что продавец несёт расходы по доставке в порт отправления. Продавец выполняет свои обязательства по доставке товара в тот момент, когда товар размещён вдоль борта судна на причале или на лихтерах (в согласованном порту отгрузки). Покупатель оплачивает расходы по погрузке, фрахту судна, страхованию, разгрузке и доставке до пункта назначения. Риски переходят в момент доставки на причал порта погрузки.